# Ralph Bates
Ralph Bates (Swindon, Reino Unido, 12 de febrero de 1940 - Manhattan, Estados Unidos, 27 de marzo de 1991) fue un actor británico que combatió en la guerra civil española.

## Biografía
Nacido en Inglaterra, Ralph Bates creció en Dublín (Irlanda) y estudió interpretación en la Escuela de Drama de Yale. Debutó en el teatro y luego se convirtió en un rostro conocido para el público británico al aparecer en varias películas de terror de Hammer, especialmente Los horrores de Frankenstein y Dr. Jekyll y la hermana Hyde, en las que interpretó al Dr. Jekyll (Martine Beswick interpretó a Hyde en esta versión). Era una de las principales figuras emergentes de la Hammer en ese momento, siguiendo los pasos de Peter Cushing y Christopher Lee.
No obstante, a principios de la década de 1970, la Hammer comenzó a declinar y Ralph Bates se dedicó a la pequeña pantalla. Durante el resto de su carrera, se presentó principalmente en producciones de televisión británica, donde, debido a sus antecedentes en el cine de terror, frecuentemente interpretó personajes perturbadores. Su ascendencia francesa lo llevó a interpretar a personajes franceses en varias ocasiones. Durante dos temporadas de la comedia Dear John, entre 1986 y 1987, tuvo la oportunidad de cambiar de estilo y interpretar a un personaje simpático. En 1991, falleció de cáncer de páncreas. El cementerio de Chiswick en Londres es donde está enterrado. 

## Vida privada
Ralph Bates se casó con Joanna Van Gyseghem, una actriz, y luego, hasta su fallecimiento, con Virginia Wetherell, una actriz. Ambos tuvieron dos hijos, Daisy y William, ambos actores. La traducción se realizó utilizando la versión gratuita de 
Además, era descendiente directo de Louis Pasteur.

## Filmografía parcial

### Cine
- 1970: El poder de la sangre de Drácula (Taste the Blood of Dracula) de Peter Sasdy
- 1970: El horror de Frankenstein (The Horror of Frankenstein) de Jimmy Sangster
- 1971: Lujuria para un vampiro (Lust for a Vampire) de Jimmy Sangster
- 1971: Dr. Jekyll y su hermana Hyde de Roy Ward Baker
- 1972: Miedo en la noche de Jimmy Sangster
- 1974: El terror de Sheba de Don Chaffey
- 1975: Sharon's Baby de Peter Sasdy

### Televisión
- 1965: Broad and Narrow de Michael Bogdanov y Terence Brady (serie de TV), temporada única, 6 episodios
- 1967: Mrs. Thursday de Ted Willis (serie de TV), temporada 2, episodio 13 "Charity Begins at a Ball": el escaparatista
- 1967: Conflict (serie de TV), temporada única, episodio 23 basado en Otelo o el moro de Venecia: Michael Cassio
- 1967: ITV Summer Playhouse (antología televisiva), episodio 8 "One Fat Englishman": Irving Macher
- 1967: ITV Play Of The Week (antología de TV), temporada 12, episodio 41 "Stories of D.H. Lawrence #10: Blue Moccasins" como Ted Howells
- 1967: Boy Meets Girl (serie de TV), temporada 1, episodio 8 "Love With A Few Hair": Mustafa
- 1968: The ITV Play (antología de TV), episodio 1 "Sarah": The Café Royal clerk
- 1968: Crime Buster (serie de TV), temporada única, episodio 1 "The Third Thief": Decre
- 1968: The Wednesday Play de Sydney Newman (antología televisiva), temporada única, episodio 129 "Hello, Good Evening and Welcome": Alistair Gorringe
- 1968: The Caesars de Philip Mackie (miniserie): Calígula (3 episodios)
- 1968: ITV Playhouse (antología televisiva), temporada 1, episodio 19 "Rogues' Gallery: The Misfortunes of Lucy Hodges": Chopankaway
- 1969: The Inside Man (serie de TV), temporada única, episodio 8 "An East-West Affair": Jaroslav Cernak
- 1969: Happy Ever After (comedia de situación), temporada única, episodio 2 "The Fifty-First State": Ross
- 1970: Las seis esposas de Enrique VIII de Maurice Cowan (miniserie), episodio 5 "Catherine Howard" como Thomas Culpeper
- 1970: ITV Playhouse (antología televisiva), temporada 3, episodio 18 "¿Mirarías cómo rompen todas esas preciosas ventanas?" Brian / Comandante Lallin / Paddy / O'Brennan
- 1970: Wicked Women (antología de TV), temporada única, episodio 1 "Alice Rhodes" como Louis Staunton
- 1970: Kate (serie de TV), temporada 1, episodio 8 "A Good Spec": Richard Best
- 1970: The Woodlanders de Harry Green (miniserie): Edred Fitzpiers
- 1970: Grady de Redd Foxx (serie de TV), temporada única, episodio 1 "Somebody Else's War": Joe Larson
- 1971: The Ten Commandments (antología televisiva), temporada única, episodio 5 "Hilda": Louis Briquet
- 1971: Jason King de Dennis Spooner y Monty Berman (serie de TV), temporada 1, episodio 5 "Variations on a Theme": Alan Keeble
- 1971: Play for Today (antología televisiva), temporada 2, episodio 5 "Thank You Very Much": Peter
- 1972: Los persuasores! de Robert S. Baker (serie de TV), temporada única, episodio 18 "El secuestro de Lisa Zorakin" (Valor molesto) : Michel
- 1972: Love Story (antología televisiva), temporada 9, episodio 7 "Alice": Purves
- 1972: Crime of Passion de Ted Willis (antología televisiva), temporada 3, episodio 1 "Lina": Guy
- 1973: A Picture of Katherine Mansfield de Robin Chapman (miniserie), episodio 4: Robert
- 1973: Moonbase 3 de Barry Letts y Terrance Dicks (Serie de TV de ciencia ficción), temporada única: Dr Michel Lebrun (6 episodios)
- 1973: Los protectores (serie de TV) de Gerry Anderson, temporada 2, episodio 10 "Espionaje industrial" (Petardo): David Lee
- 1975: Z Cars de Troy Kennedy-Martin y Allan Prior (serie de TV), temporada 10, episodio 28 "Distancia": Roy Hurst
- 1975: Tensión de Brian Clemens (serie de TV), temporada 5, episodio 7 "Murder Hotel": Michael Spenser
- 1975 - 1977: Poldark de Martin Worth y Winston Graham (serie de TV): George Warleggan (23 episodios)
- 1975 - 1978: Crown Court (antología televisiva), 3 temporadas, 6 episodios
- 1976: Dangerous Knowledge de Alan Gibson (miniserie): Sanders (6 episodios)
- 1976: Forget Me Not (serie de TV), temporada única, episodio 4 "Rich": Henri Teliot
- 1976: Softly Softly: Task Force de Troy Kennedy-Martin y Elwyn Jones (serie de TV), temporada 8, episodio 7 "The Visitor": Pierre Mandel
- 1977: Here I Stand... (antología televisiva), temporada única, episodio 1 "Margaret Clitheroe": Fawcett
- 1978: A Woman's Place ? (miniserie): Derek
- 1979: Penmarric de Susan Howatch (serie de TV), temporada única: Laurence Castallack (3 episodios)
- 1979: El ejército secreto de Gerard Glaister (serie de TV), temporada 3: Paul Vercors (4 episodios)
- 1980: Turtle's Progress de Edmund Ward (serie de TV), temporada 2, episodio 2: Pierre Sablon
- 1981: Second Chance de Adele Rose (miniserie): Chris Hurst (6 episodios)
- 1985: Minder on the Orient Express (telefilme)
- 1986-1987: Dear John.... (serie de televisión)